# John Ritchie (1941–2007)
John Ritchie (ur. 12 lipca 1941 w Kettering, zm. 23 lutego 2007) – angielski piłkarz, znany głównie z występów w klubie Stoke City F.C.
Występował w klubie Stoke City w dwóch przedziałach czasowych, od czerwca 1962 do listopada 1966 i od lipca 1969 do maja 1975. Zapisał się w pamięci kibiców jako najskuteczniejszy strzelec w historii klubu – zdobył łącznie w 343 meczach ligowych i pucharowych 176 bramek. Po udanym sezonie, w którym strzelił 30 bramek w 47 spotkaniach, został sprzedany w 1966 do Sheffield Wednesday; powrócił do Stoke City po trzech latach i był nadal czołowym strzelcem, w sezonach 1970/1971 i 1971/1972 strzelił 37 bramek, a jego klub dochodził do półfinałów Pucharu Anglii oraz sięgnął po jedyne w swojej historii trofeum – Puchar Ligi Angielskiej (1972).
Poważne złamanie nogi zakończyło jego karierę piłkarską w 1975. Później prowadził w Stoke-on-Trent prywatne przedsiębiorstwo, zgodnie z przydomkiem dawnego klubu The Potters związane z przemysłem ceramicznym.